# Raúl Parra
Raúl Parra Artal (Saragozza, 26 novembre 1999) è un calciatore spagnolo, difensore dell'Estoril Praia.

## Carriera
Cresciuto nel settore giovanile dell'El Olival, ha trascorso i primi anni della carriera in Tercera División, la quarta divisione del campionato spagnolo, con La Almunia e Maiorca B. Nel 2020 si è trasferito al Guijuelo in Segunda División B, la terza divisione spagnola. Il 23 giugno 2021 è stato acquistato dal Cadice, che lo ha assegnato alla squadra riserve. Ha esordito in prima squadra il 16 dicembre in occasione dell'incontro della Coppa del Re vinto per 1-0 in trasferta contro l'Albacete. Il 18 gennaio 2022 ha esordito anche nella Liga nella partita pareggiata 2-2 contro l'Espanyol. Il 4 agosto è stato ceduto in prestito stagionale al Mirandés, club militante in Segunda División. Tuttavia, il 26 dicembre il prestito è stato interrotto ed è rientrato al Cadice, che nel frattempo lo ha promosso in prima squadra.

## Statistiche

### Presenze e reti nei club
Statistiche aggiornate al 16 aprile 2023.
| Stagione         | Squadra          | Campionato       | Campionato | Campionato | Coppe nazionali | Coppe nazionali | Coppe nazionali | Coppe continentali | Coppe continentali | Coppe continentali | Altre coppe | Altre coppe | Altre coppe | Totale | Totale |
| Stagione         | Squadra          | Comp             | Pres       | Reti       | Comp            | Pres            | Reti            | Comp               | Pres               | Reti               | Comp        | Pres        | Reti        | Pres   | Reti   |
| ---------------- | ---------------- | ---------------- | ---------- | ---------- | --------------- | --------------- | --------------- | ------------------ | ------------------ | ------------------ | ----------- | ----------- | ----------- | ------ | ------ |
| 2018-gen. 2019   | La Almunia       | TD               | 22         | 6          |                 | -               | -               |                    | -                  | -                  |             | -           | -           | 22     | 6      |
| gen.-giu. 2019   | Maiorca B        | TD               | 21         | 1          |                 | -               | -               |                    | -                  | -                  |             | -           | -           | 21     | 1      |
| 2019-2020        | Maiorca B        | TD               | 22         | 0          |                 | -               | -               |                    | -                  | -                  |             | -           | -           | 22     | 0      |
| Totale Maiorca B | Totale Maiorca B | Totale Maiorca B | 43         | 1          |                 | -               | -               |                    | -                  | -                  |             | -           | -           | 43     | 1      |
| 2020-2021        | Guijuelo         | SDB              | 20         | 0          | CR              | 1               | 0               |                    | -                  | -                  |             | -           | -           | 21     | 0      |
| 2021-2022        | Cadice B         | SDR              | 27         | 4          |                 | -               | -               |                    | -                  | -                  |             | -           | -           | 27     | 4      |
| 2021-2022        | Cadice           | PD               | 2          | 0          | CR              | 4               | 0               |                    | -                  | -                  |             | -           | -           | 6      | 0      |
| ago.-dic. 2022   | Mirandés         | SD               | 19         | 0          | CR              | 1               | 0               |                    | -                  | -                  |             | -           | -           | 20     | 0      |
| gen.-giu. 2023   | Cadice           | PD               | 6          | 0          | CR              | -               | -               |                    | -                  | -                  |             | -           | -           | 6      | 0      |
| Totale Cadice    | Totale Cadice    | Totale Cadice    | 8          | 0          |                 | 4               | 0               |                    | -                  | -                  |             | -           | -           | 12     | 0      |
| 2023-2024        | Estoril Praia    | PL               | 13         | 1          | CP+CdL          | 2+1             | 0               |                    | -                  | -                  |             | -           | -           | 16     | 1      |
| Totale carriera  | Totale carriera  | Totale carriera  | 152        | 12         |                 | 9               | 0               |                    | -                  | -                  |             | -           | -           | 161    | 12     |